# 朱伟 (1965年)
朱伟（1965年—），河南商水人。汉族。加入中国共产党。河南农业大学园林专业毕业。
任河南省商水县练集镇朱集村村民。
2013年，当选第十二届全国人民代表大会河南地区代表。因病不能履行代表职责，2016年3月29日，河南省第十二届人大常委会第二十次会议决定接受其辞去第十二届全国人民代表大会代表职务。